# 揚斯凱拉茲涅

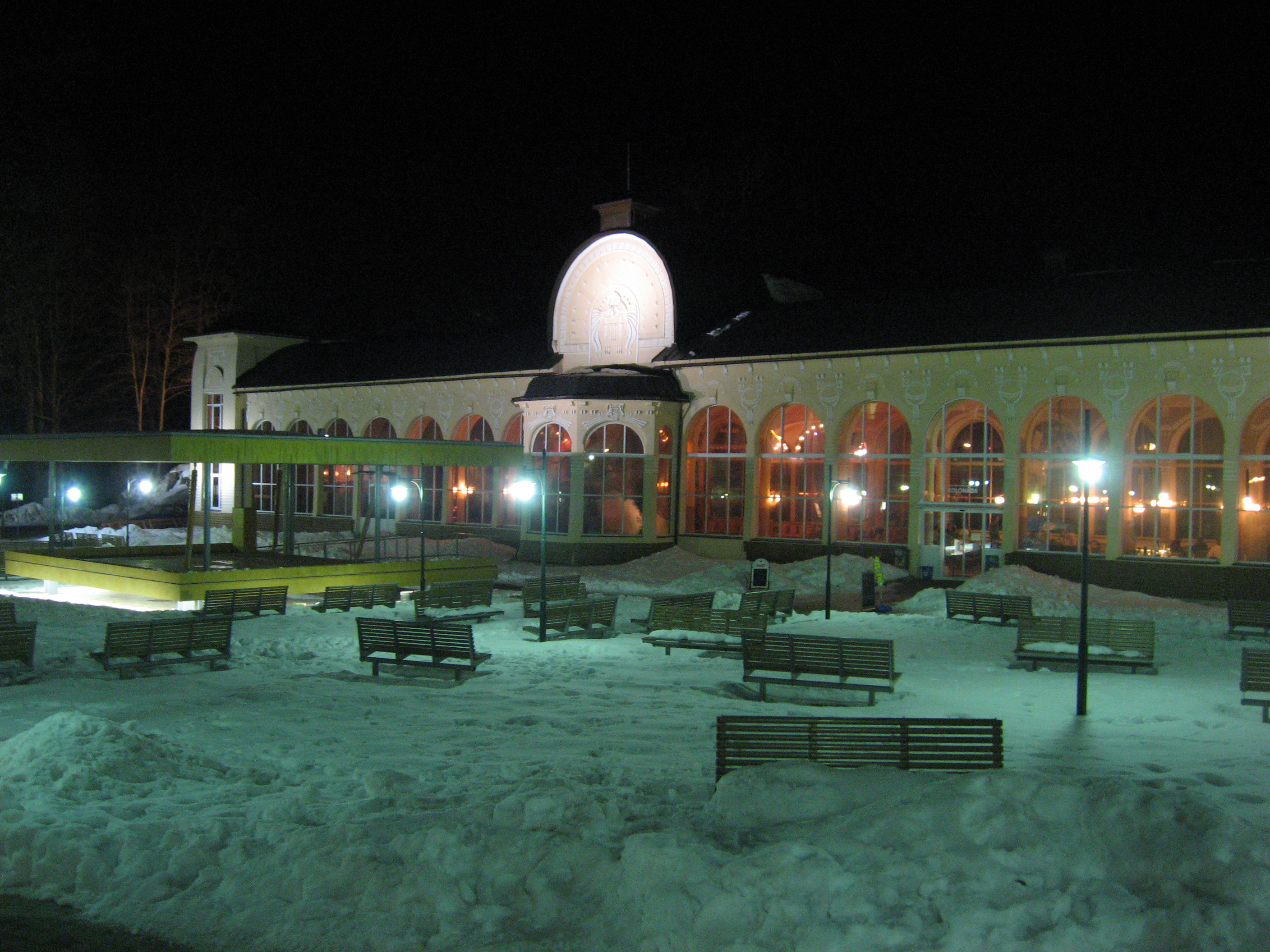

揚斯凱拉茲涅是捷克的城鎮，位於該國北部，由赫拉德茨-克拉洛韋州負責管轄，始建於1680年，面積13.73平方公里，海拔高度519米，2006年人口879。

## 外部連結
- Municipal website
- Touristic portal of Janske Lazne town （页面存档备份，存于）